# Musée d'Art Yumeji
Pour les articles homonymes, voir Yumeji.
Le musée d'Art Yumeji (夢二郷土美術館 yumeji kyoudo bijutsukan) est situé dans la préfecture d'Okayama, réparti entre le « Honkan » à Okayama et les « Yumeji Seika » et « Shonen Sanso » construits à Setouchi, lieu de naissance du peintre Yumeji Takehisa.
Le « Yumeji Seika » est la maison où a grandi Takehisa. Le bâtiment a été transformé en musée en 1970 et a reçu en 1979 le statut officiel de musée d'Art ainsi que, cette même année, le « Shonen Sanso » une reconstruction de son studio à Tokyo avec l'aide de son fils Fujihiko Takehisa. Le « Sanso Shonen » dispose de nombreux autoportraits et photographies de Takehisa.   
Le « Honkan » a été construit à Okayama près de Kōraku-en en 1984 pour accueillir les œuvres de l'artiste japonais Yumeji Takehisa, cent ans après sa naissance. Dans le musée Honkan, cent œuvres sont exposées en permanence tandis que les deux mille autres pièces du musée le sont de façon temporaire. Certaines de ses œuvres les plus connues sont conservées au musée dont Tatsuta Hime, Aki no Ikoi (rouleaux suspendus) et Kamogawa (un kakemono), chacune représentative des beautés japonaises qui résument le style artistique et les sujets de prédilection de Takehisa.
Le « Honkan » a reçu le prix régional et culturel Suntory en 1985, ce qui en fait le premier récipiendaire de la préfecture.